# Rue Winnie-l'Ourson
La rue Winnie-l'Ourson (polonais : ulica Kubusia Puchatka) est une rue de Varsovie. Ce nom lui a été attribué dans la première moitié des années cinquante, à l'endroit ou les ruines d'anciens bâtiments étaient encore debout. Elle est nommée d'après le personnage de fiction Winnie l'ourson, ou d'après son nom original Winnie-the-Pooh.
La rue mesure 149 m de long et jusqu'à 23 m de large. C'est une rue piétonne construite en parallèle d'Ulica Nowy Świat, plus fréquentée.
La rue entière est longée de bâtiments à quatre étages avec des commerces au rez-de-chaussée.
Deux rangées de tilleuls ont été plantés le long de la rue Kubusia Puchatka en 1954. Ceux-ci ont été transportés depuis Szczecin. Le projet architectural des immeubles de cette rue est l’œuvre de l'architecte Zygmunt Stepiṅski ainsi que des étudiants de l'école polytechnique de Varsovie.
Le nom de la rue a été choisi à la suite d'un sondage parmi les lecteurs de l'Express Wieczorny, un ancien journal de Varsovie, en 1954.
À l'extrémité nord de la rue Winnie-l'Ourson, près du croisement avec Ulica Świętokrzyska, on trouve la station M2 Nowy Ṡwiat-Uniwersytet du métro de Varsovie.

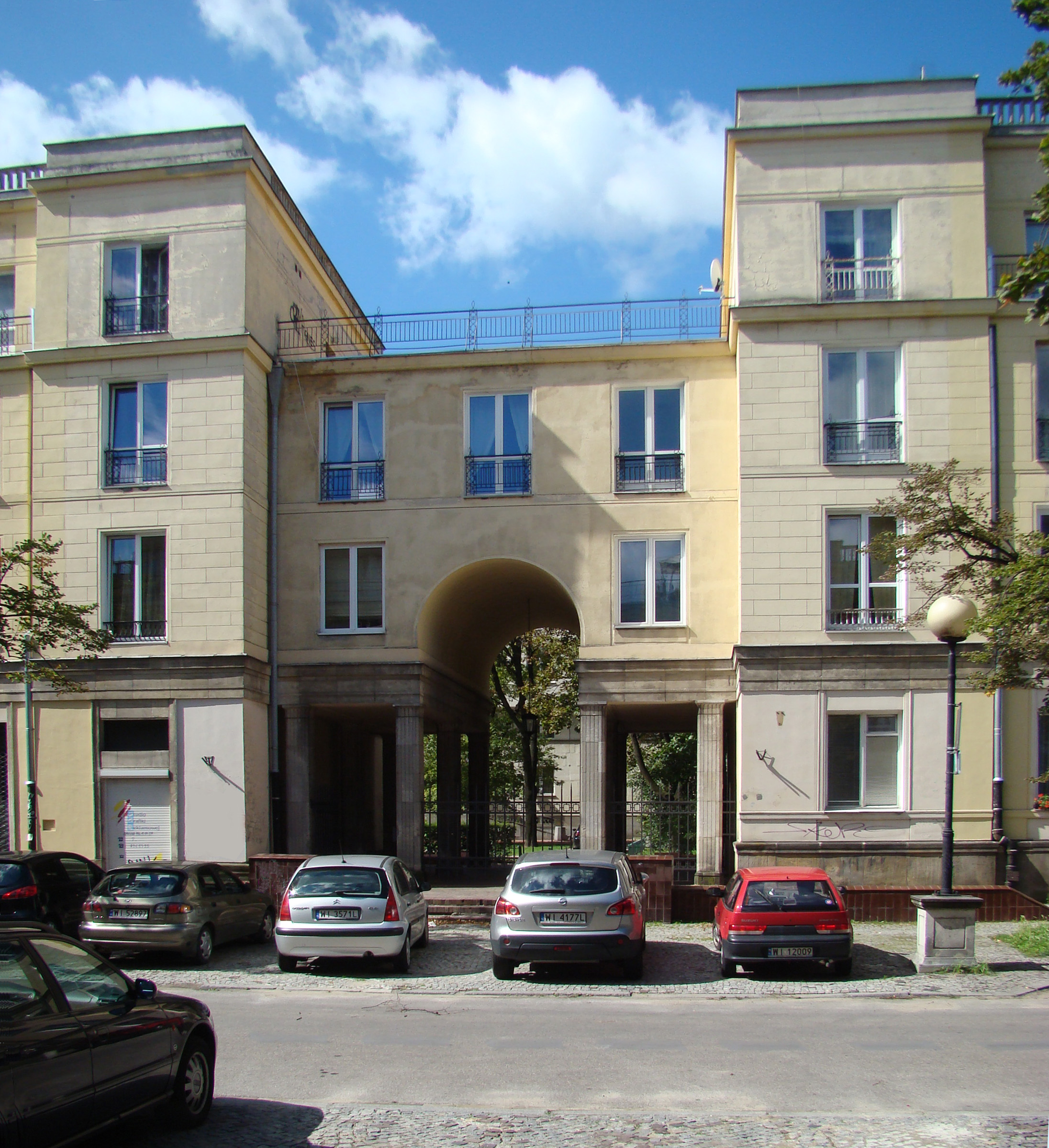
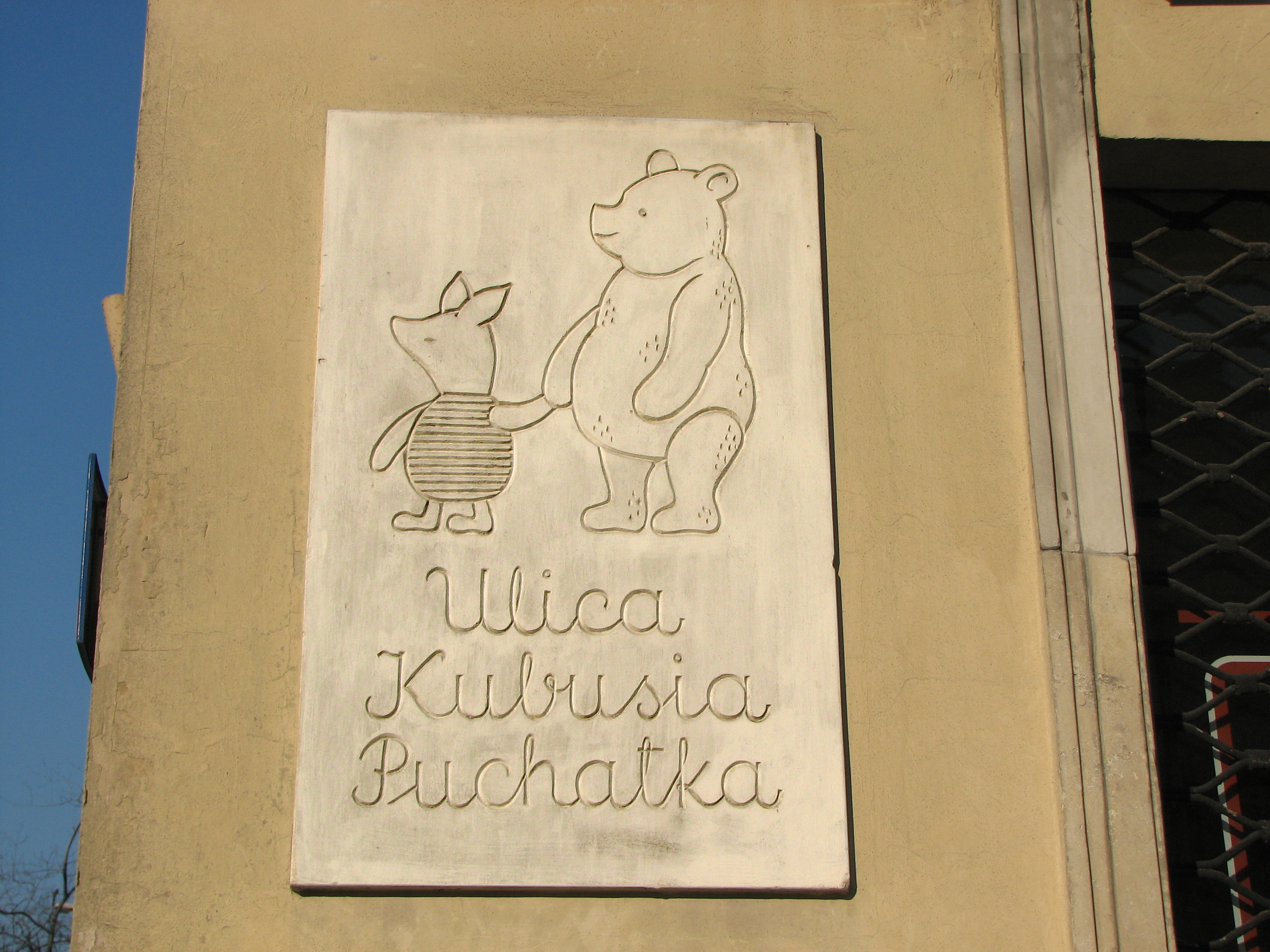
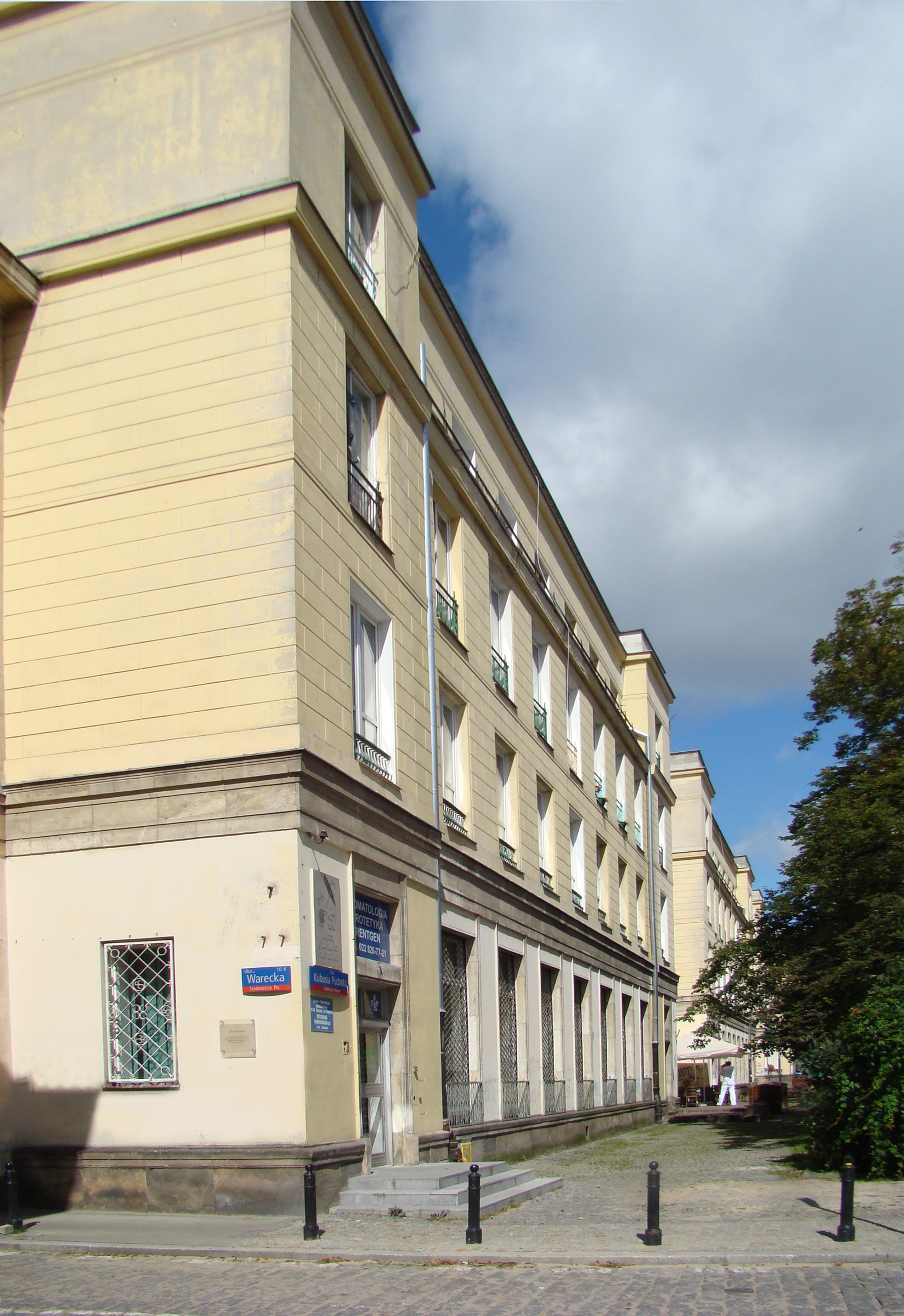

## Sources
- (en) Cet article est partiellement ou en totalité issu de l’article de Wikipédia en anglais intitulé « Kubusia Puchatka Street » (voir la liste des auteurs).